# Nekrolog 1160
Nekrolog
◄◄
| ◄
| 1156
| 1157
| 1158
| 1159
| 1160 | 1161 | 1162 | 1163 | 1164 | ► | ►►
Weitere Ereignisse | Allgemeiner Nekrolog 1160
Die Beschreibung der verstorbenen Person sollte so kurz wie möglich gehalten sein und nur deren signifikante Tätigkeit(en) enthalten.
Neue Namen ggf. auch unter dem Geburts- und Sterbedatum, also etwa unter 1. Januar und im Geburts- und Sterbejahr (2024) eintragen (nur bei entsprechender großer Wichtigkeit). Für Beispiele siehe die schon vorhandenen Artikel.
Außerdem über die fünf zuletzt Verstorbenen, zu denen es einen ausreichend guten Artikel für eine Präsentation auf der Hauptseite gibt, nach der todesbedingten Überarbeitung der Artikel ggf. auch unter Wikipedia Diskussion:Hauptseite informieren und sie am besten auch in den anderen Wikipedia-Sprachversionen eintragen. Tipp: Regelmäßig bei news.google.de nach „ist tot“, „gestorben“ oder „verstorben“ suchen.
Wenn eine Person gestorben ist, gibt es viele Seiten zu dieser Person in der Wikipedia, die davon auch betroffen sind und entsprechend aktualisiert werden müssen. Beispiele: Namenübersichtsseite, Geburtsjahr, Geburtsort-Seiten und viele mehr.
Wie finde ich die betroffenen Seiten?
Im Suchfeld auf der linken Seite gibt man den Suchbegriff so ein: „Vorname Nachname“. Dann klickt man auf Volltext und alle Seiten mit entsprechendem Suchtext werden aufgerufen. Hier sieht man dann schnell, wo auch das Todesjahr Sinn macht oder sogar ein Teil des Artikels angepasst werden muss. Auch hilft das „Werkzeug“ auf der linken Seite sehr gut, um solche Seiten aufzufinden: „Links auf diese Seite“. Somit ist die Wikipedia wieder aktuell in allen Bereichen! Hinweis: bei Eintragung der Kategorie „Gestorben JAHR“ wird der Missbrauchsfilter 49 ausgelöst, was jedoch nicht schlimm ist. Siehe: Spezial:Missbrauchsfilter/49
Dies ist eine Liste von im Jahr 1160 verstorbenen bekannten Persönlichkeiten. Die Einträge erfolgen innerhalb der einzelnen Daten alphabetisch sortiert. Tiere sind im Nekrolog für Tiere zu finden.

## Januar
| Tag        | Name         | Beruf, bekannt als                                              | Alter | Beleg |
| ---------- | ------------ | --------------------------------------------------------------- | ----- | ----- |
| 16. Januar | Hermann III. | Markgraf von Baden (1130–1160); Markgraf von Verona (1151–1160) |       |       |

## Februar
| Tag         | Name                  | Beruf, bekannt als                                                 | Alter | Beleg |
| ----------- | --------------------- | ------------------------------------------------------------------ | ----- | ----- |
| 11. Februar | Minamoto no Yoshitomo | Oberhaupt der Minamoto und ein Heerführer in der späten Heian-Zeit |       |       |

## März
| Tag      | Name            | Beruf, bekannt als                     | Alter | Beleg |
| -------- | --------------- | -------------------------------------- | ----- | ----- |
| 12. März | Al-Muqtafi      | Kalif der Abbasiden                    | 63    |       |
| 18. März | Ibn al-Qalanisi | muslimischer Chronist des Mittelalters |       |       |

## April
| Tag      | Name        | Beruf, bekannt als                  | Alter | Beleg |
| -------- | ----------- | ----------------------------------- | ----- | ----- |
| 2. April | Beatrix II. | Äbtissin von Quedlinburg und Heerse |       |       |

## Mai
| Tag     | Name                | Beruf, bekannt als                               | Alter | Beleg |
| ------- | ------------------- | ------------------------------------------------ | ----- | ----- |
| 12. Mai | Otto III.           | Herzog von Olmütz                                |       |       |
| 16. Mai | Ubald von Gubbio    | Bischof von Gubbio                               |       |       |
| 18. Mai | Erik IX.            | König von Schweden; Schutzheiliger Schwedens     |       |       |
| 31. Mai | Mechtild von Dießen | Augustiner-Chorfrau und Äbtissin von Edelstetten |       |       |

## Juni
| Tag      | Name                  | Beruf, bekannt als                  | Alter | Beleg |
| -------- | --------------------- | ----------------------------------- | ----- | ----- |
| 19. Juni | Sizzo III.            | Graf von Schwarzburg und Käfernburg |       |       |
| 24. Juni | Arnold von Selenhofen | Erzbischof von Mainz                |       |       |

## Juli
| Tag      | Name                   | Beruf, bekannt als                                                                       | Alter | Beleg |
| -------- | ---------------------- | ---------------------------------------------------------------------------------------- | ----- | ----- |
| 6. Juli  | Bernhard I. von Oesede | Bischof von Paderborn                                                                    |       |       |
| 7. Juli  | Sophie von Winzenburg  | Markgräfin von Brandenburg                                                               |       |       |
| 20. Juli | Petrus Lombardus       | italienischer Scholastiker; römisch-katholischer Theologe; Bischof von Paris (1159–1160) |       |       |
| 31. Juli | Alfred                 | englischer Geistlicher, Bischof von Worcester                                            |       |       |

## August
| Tag    | Name   | Beruf, bekannt als  | Alter | Beleg |
| ------ | ------ | ------------------- | ----- | ----- |
| August | Niklot | Fürst der Abodriten |       |       |

## Oktober
| Tag        | Name     | Beruf, bekannt als | Alter | Beleg |
| ---------- | -------- | ------------------ | ----- | ----- |
| 3. Oktober | Adalgott | Bischof von Chur   |       |       |

## November
| Tag          | Name          | Beruf, bekannt als                          | Alter | Beleg |
| ------------ | ------------- | ------------------------------------------- | ----- | ----- |
| 10. November | Maio von Bari | Kanzler, ammiratus Wilhelms I. von Sizilien |       |       |

## Datum unbekannt
| Tag | Name                      | Beruf, bekannt als                                | Alter | Beleg |
| --- | ------------------------- | ------------------------------------------------- | ----- | ----- |
|     | Al-Fa’iz                  | dreizehnter Kalif der Fatimiden (1154–1160)       |       |       |
|     | Bertha von Sulzbach       | Kaiserin von Byzanz                               |       |       |
|     | Boleslaus                 | Benediktiner und Abt der Abtei Niederaltaich      |       |       |
|     | Fujiwara no Michinori     | Ratgeber und Kanzler des japanischen Kaisers Nijō |       |       |
|     | Heilwig von Lengenfeld    | Landgräfin von Leuchtenberg                       |       |       |
|     | Konstanze von Kastilien   | Königin von Frankreich                            |       |       |
|     | Madog ap Maredudd         | König von Powys (Wales)                           |       |       |
|     | Mathieu I. de Montmorency | Connétable von Frankreich                         |       |       |
|     | Rainer von Pisa           | Heiliger                                          |       |       |